# Bajangol
Bajangol (in mongolo Баянгол, fiume ricco) è uno dei nove dùùrėg (distretti) in cui è divisa Ulan Bator, capitale della Mongolia. A sua volta è suddiviso in 20 horoo (sottodistretti). In precedenza, durante il periodo comunista, era chiamato Distretto Ottobre (Октябрийн район).
Bajangol nel 2013 ha una popolazione di 192.614 abitanti.